# Distrikt Cayma

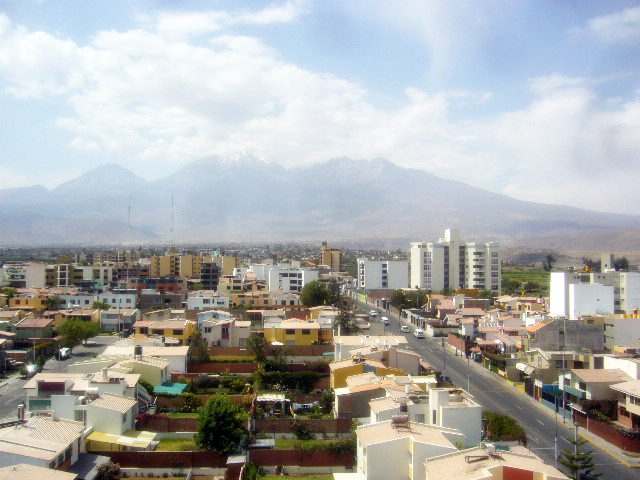
Blick über die Stadt zum Vulkan Chachani

Der Distrikt Cayma liegt in der Provinz Arequipa der Region Arequipa in Südwest-Peru. Der Distrikt wurde am 12. November 1823 gegründet. Er hat eine Fläche von 246,31 km². Beim Zensus 2017 lebten 91.935 Einwohner im Distrikt. Im Jahr 1993 lag die Einwohnerzahl bei 47.257, im Jahr 2007 bei 74.776. Die Distriktverwaltung befindet sich in der im äußersten Süden auf einer Höhe von 2403 m gelegenen Stadt Cayma. Diese ist Teil des Ballungsraumes der Provinz- und Regionshauptstadt Arequipa und liegt 2,1 km nordnordwestlich von deren Stadtzentrum.

## Geographische Lage
Der Distrikt Cayma liegt im nördlichen Zentrum der Provinz Arequipa. Der Río Chili durchfließt den nordöstlichen Teil des Distrikts und bildet anschließend die östliche Distriktgrenze. Der Nordhang des 5822 m hohen Vulkans Misti sowie das Westufer der Talsperre Aguada Blanca liegen im Nordosten des Distrikts. Im Norden erhebt sich der 6057 m hohe Vulkan Chachani.
Der Distrikt Cayma grenzt im Norden an den Distrikt Yura, im Osten an die Distrikte San Juan de Tarucani, Alto Selva Alegre und Yanahuara. Im Westen liegt der Distrikt Cerro Colorado.